# Adelia Casari
Adelia Casari, nomi di battaglia Emma e Nigrén (Medolla, 1º giugno 1919 – Bologna, 5 marzo 2013), è stata una partigiana italiana comunista.

## Biografia
Adelia Casari, contadina, proviene da una famiglia di coloni mezzadri antifascisti e studia fino alla licenza elementare. Entrata in contatto con il movimento resistenziale nell'aprile del 1944, dall'ottobre si unisce al battaglione “Marzocchi” della 63ª Brigata Garibaldi "Bolero". La casa della sua famiglia, a San Giovanni in Persiceto, è trasformata in base partigiana; perde il fratello Walther nei combattimenti contro i nazifascisti. Adelia, che ha operato con i nomi di battaglia “Emma” e “Nigrén”, è stata riconosciuta partigiana dal 1º luglio 1944 fino alla Liberazione.
Oltre che come una delle più autorevoli esponenti della Resistenza bolognese, attivamente impegnata nell'ANPI bolognese, Casari è ricordata perché fu la principale promotrice, assieme all'architetto Letizia Gelli Mazzucato, dell'ideazione e costruzione del Monumento alle Partigiane cadute della provincia di Bologna, edificato a Villa Spada nel 1975, 30º anniversario della Liberazione e dell'Unione Donne Italiane. Il memoriale è costituito da un muro alto due metri e lungo cinquanta, digradante a formare un piccolo anfiteatro: nella parete sono cementati 128 mattoni, ognuno di essi riporta il nome e il cognome di una delle 128 donne che hanno perso la vita.
Nel 1999, con il nome Emma Casari, ha pubblicato il libro Nigrén: storia di una donna.

## Opere
- Emma Casari, Nigrén: storia di una donna, San Giovanni in Persiceto, Aspasia, 1999.

## Archivio personale
Le sue carte (quaderni, poesie, mappe, fotografie e giornali) sono state da lei donate all’Istituto Parri di Bologna e sono riunite nel “Fondo Adelia Casari”